# McNeese Cowboys

Cowboy Stadium

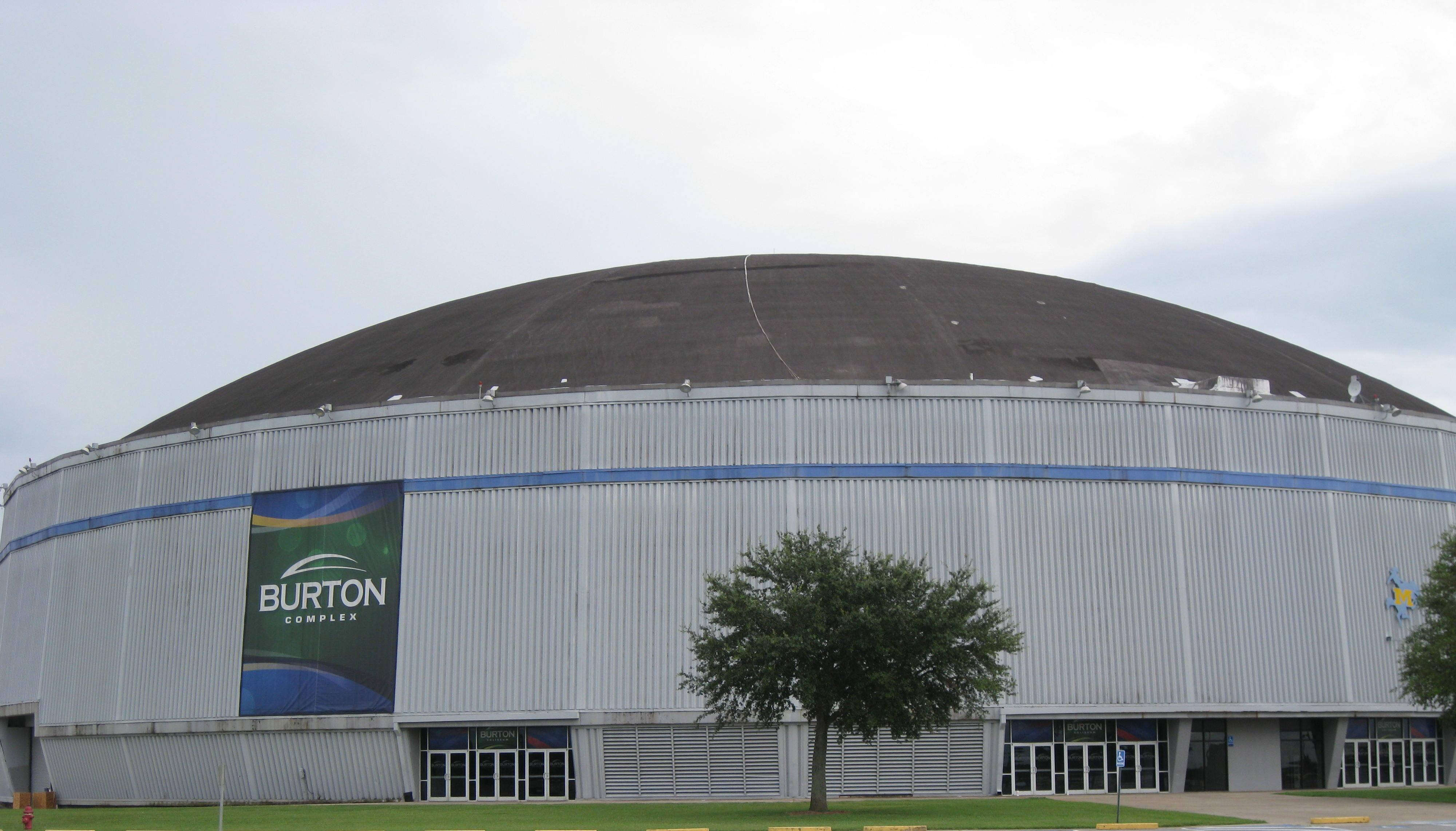
Burton Coliseum, antiguo pabellón de baloncesto

McNeese Cowboys y Cowgirls (en español los vaqueros de la Estatal McNeese) es el nombre que reciben los equipos deportivos de la Universidad Estatal McNeese, situada en Lake Charles, Luisiana. Los equipos de los Cowboys participan en las competiciones universitarias organizadas por la NCAA, y forman parte de la Southland Conference, de la cual son miembros de pleno derecho desde 1972.

## Apodo y mascota
La primera mascota de la universidad fue un poni palomino llamado Mac. A mediados de los años 40, el equipo de baloncesto adoptó el apodo de los Cowboys, debido a la popularidad de los rodeos, y a que la universidad se asentaba en una antigua granja. En 1982 definitivamente se adoptó el nombre de Rowdy para la mascota. La universidad eliminó la palabra "State" de su marca deportiva en 2015.

## Programa deportivo
Los Cowboys y Cowgirls participan en las siguientes modalidades deportivas:
| - Masculino - Baloncesto - Béisbol - Fútbol - Golf - Atletismo - Campo a través | - Femenino - Baloncesto - Voleibol - Golf - Fútbol - Atletismo - Tenis - Campo a través - Softball |

### Baloncesto
El equipo de baloncesto masculino ha conseguido ganar en dos ocasiones el Torneo de la Southland Conference, en 1989 y en 2002. Cinco jugadores salidos de sus aúlas han llegado a jugar en la NBA, destacando entre todos Joe Dumars.

## Instalaciones deportivas
- The Legacy Center es la instalación donde disputan sus partidos los equipos de baloncesto. Construido en 2018, tiene capacidad para 4200 espectadores. El pabellón, originalmente llamado Health and Human Performance Education Complex (Complejo Educativo de Salud y Desempeño Humano), pasó a llamarse The Legacy Center en agosto de 2021 después de que una familia de empresarios locales hiciera una gran donación al programa deportivo.[3][4]

- Cowboy Stadium es el estadio donde juega el equipo de fútbol americano. Fue construido en 1964, y en 1975 su capacidad se vio ampliada hasta los 17.410 espectadores. Es conocido popularmente como The Hole.[5]